# موزه هدایای خامنه
موزه هدایای خامنه (میرحسین موسوی) در محل حمام تاریخی شهر خامنه واقع شده است که شامل برخی از هدایای میرحسین موسوی در دوران نخست وزیری و هدایای مردم این شهر است.
حمام خامنه مربوط به دوره قاجار است و در شهرستان شبستر، بخش مرکزی، شهر خامنه، بلوار آیت الله خامنه‌ای، میدان بازار، جنب مسجد جامع واقع شده و این اثر در تاریخ ۲۸ شهریور ۱۳۸۶ با شمارهٔ ثبت ۱۹۵۷۷ به‌عنوان یکی از آثار ملی ایران به ثبت رسیده است.